# Neîmblânzita Angelica
Neîmblânzita Angelica (titlul original: în franceză Indomptable Angélique) este un film de aventuri, coproducție franco-italo-german, realizat în 1967 de regizorul francez Bernard Borderie după romanul scriitoarei Anne Golon. Este al patrulea dintr-o serie de cinci filme cu Angelica.

## Distribuție
- Michèle Mercier – Angélique de Peyrac
- Robert Hossein – Jeoffrey de Peyrac
- Roger Pigaut – Marquis d'Escrainville
- Christian Rode – Ducele de Vivonne
- Ettore Manni – Jason
- Bruno Dietrich – Coriano
- Pasquale Martino – Savary
- Sieghardt Rupp – Millerand
- Arturo Dominici – Mezzo Morte
- Paul Müller – Malteser-Ritter

## Celelalte filme din serie
- 1964 Angelica, marchiza îngerilor (Angélique, marquise des anges)
- 1965 Minunata Angelica (Angélique de Peyrac)
- 1966 Angelica și regele (Angélique de Plessis-Bellière)
- 1967 Neîmblânzita Angelica (Indomptable Angélique)
- 1968 Angelica și sultanul (Angélique de Peyrac)